# Citation needed

Вигляд тегу запиту цитування в англійській Вікіпедії

«Потрі́бне цитува́ння» (англ. Citation needed; українська версія — джерело?) — це тег, яким редактори Вікіпедії позначають твердження у тексті статей, які вимагають посилання на джерела для того, щоб додану інформацію можна було перевірити. Ця фраза відображає правило щодо перевірності інформації та заборони оригінальних досліджень у Вікіпедії та стала мемом у інтернеті.

## Використання у Вікіпедії
Відповідно до настанов Вікіпедії, редактори повинні додавати посилання на джерела, звідки були взяті ті чи інші твердження, щоб забезпечити перевірність інформації, та уникати оригінальних досліджень. У 2005 році Кріс Шерлок, редактор Вікіпедії з ніком Ta bu shi da yu, створив шаблон «citation needed», яким слід помічати висловлювання без посилань на джерела. Шаблон використовується досить часто: станом на грудень 2019 року понад 400 000 статей в англійській Вікіпедії містять цей шаблон.
Відповідний шаблон в українській Вікіпедії має текст "джерело?".

## Використання поза Вікіпедією

Комікс xkcd із зображенням протестуючого з плакатом «[citation needed]»

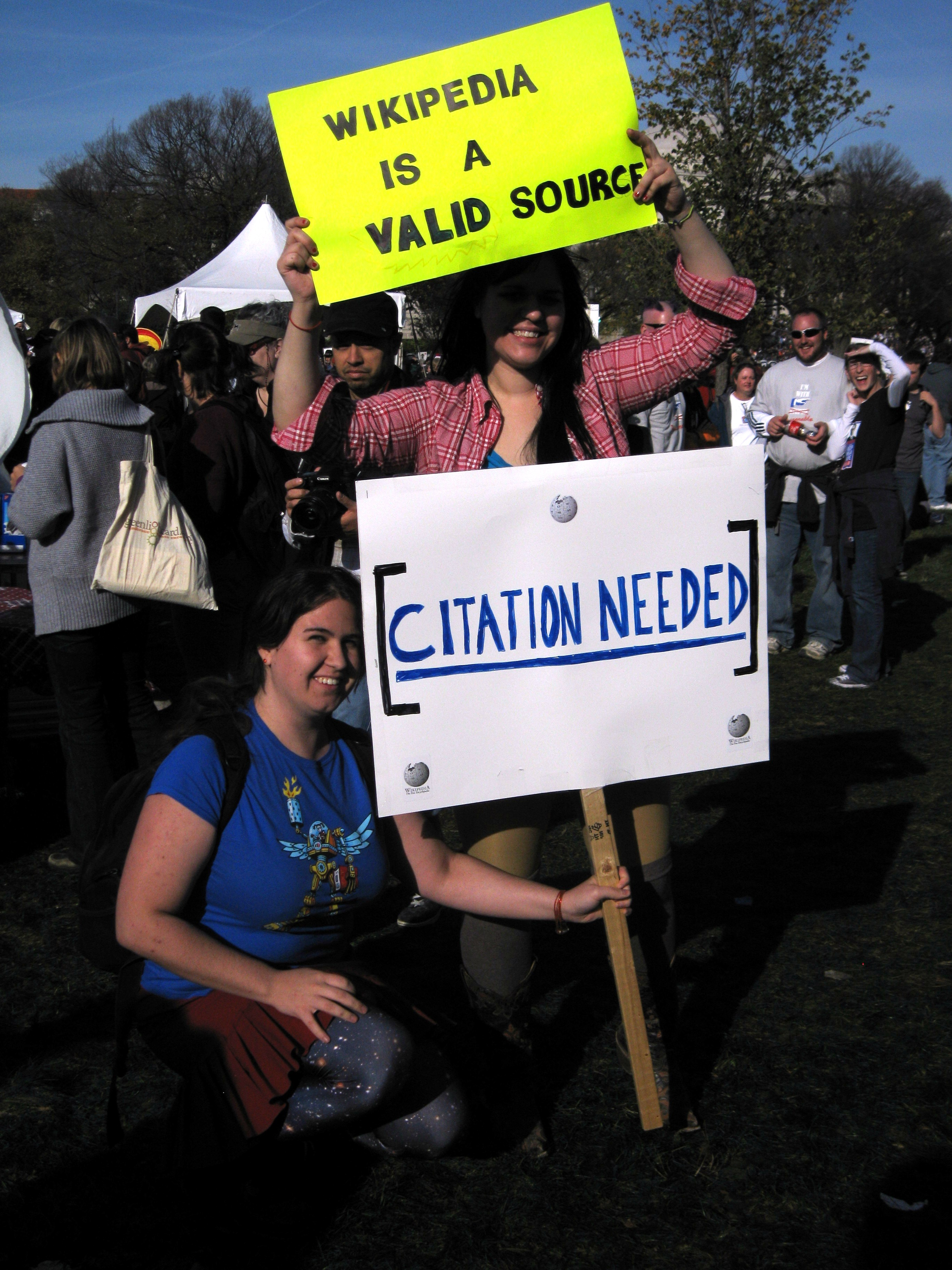
Мітинг за відновлення розсудливості та/або страху, 2010 рік

У 2007 році вебкомікс xkcd опублікував комікс під назвою «Вікіпедійний протестувальник» (англ. Wikipedian Protester). У коміксі група людей слухає промову політичного діяча, а протестуючий піднімає плакат, на якому написано «[citation needed]» характерним для Вікіпедії синім кольором для посилань. Це перше відоме використання терміна поза Вікіпедією.
У 2008 році Метт Мечлі створив наклейки з «[citation needed]», заохочуючи людей наклеювати їх на рекламу. Цей вид графіті отримав назву «wikiffiti».
У 2010 році американські телеведучі Джон Стюарт і Стівен Кольбер провели Мітинг за відновлення розсудливості та/або страху (англ. Rally to Restore Sanity and/or Fear) на Національній алеї у Вашингтоні. Деякі «протестувальники» тримали плакати «[citation needed]».
У 2011 році міністр оборони Німеччини Карл-Теодор цу Ґуттенберґ зіткнувся із звинуваченнями у плагіаті в своїй докторській дисертації. Протестуючі з плакатами «[citation needed]» звернули увагу на багато тверджень у його роботі, де джерела не вказані.
У 2014 році творець YouTube Том Скотт запустив вікторину під назвою «Citation needed».